# Казановский, Доминик Александр
Домини́к Алекса́ндр Казано́вский (1605—1648) — государственный и военный деятель Речи Посполитой, писарь польный коронный (1637—1646), воевода брацлавский (1646—1648), староста богуславский и звенигородский.

## Биография
Представитель польского магнатского рода Казановских герба «Гржимала». Старший сын воеводы подольского и гетмана польного коронного Мартина Казановского (1563—1636) и Катаржины Старжицкой.
В 1627 году Доминик Казановский был избран депутатом в Коронный Трибунал в Радоме. В 1632 году на элекционном сейме поддержал кандидатуру Владислава Вазы на польский королевский престол. Получил во владение от своего отца богуславское староство.
Участвовал в русско-польской войне за Смоленск (1632—1634), во время которой в сентябре 1633 года был ранен. В 1636 году Доминик Александр Казановский получил во владение от отца звенигородское староство и два имения в Черниговском воеводстве. В 1637 году стал писарем польным коронным.
В 1637 году Доминик Александр Казановский участвовал в походе коронной армии под командованием гетмана великого коронного Николая Потоцкого против восставших украинских казаков под предводительством Карпа Скидана и Павла Павлюка. Возглавлял полк, состоящий из 4 казацких, 4 гусарских и 2 драгунских хоругвей. 16 декабря 1637 года участвовал и отличился в битве с казаками под Кумейками, где был тяжело ранен. В 1638 году принимал участие в походе польской армии против повстанческих отрядов под командованием запорожских гетманов Якова Остриницы и Дмитрия Гуни. В ноябре 1646 года Доминик Александр Казановский получил должность воеводы брацлавского.
В 1648 году получил разрешение от коронного сейма на строительство католического костёла в Богуславе.

## Семья
В 1640 году женился на Анне Потоцкой (ум. 1695), дочери воеводы брацлавского Стефана Потоцкого (1568—1631) и Марии Амалии Могилянки (1591—1638).
Дети:
- Марианна Казановская[пол.] (1643—1687), жена с 1658 года будущего каштеляна краковского и гетмана великого коронного Станислава Яна Яблоновского (1634—1702).
  - В свою очередь, дочь Марианны Казановской и Станислава Яна Яблоновского (внучка Доминика Александра Казановского), Анна Яблоновская (1660—1727), вышла в 1676 году замуж за подскарбия великого коронного Рафила Лещинского (1650—1703) и стала матерью короля Речи Посполитой Станислава Лещинского (1677—1766).

После смерти своего мужа Анна Потоцкая дважды выходила замуж:
- Её вторым супругом стал подскарбий надворный литовский Богуслав Ежи Слушка (ок. 1620—1658).
- В третий раз Анна Потоцкая вышла замуж за каштеляна садецкого и воеводу киевского Михаила Станиславского (ум. 1668).